# Sarsawan
Sarsawan è una suddivisione dell'India, classificata come municipal board, di 16.816 abitanti, situata nel distretto di Saharanpur, nello stato federato dell'Uttar Pradesh.